# スルッとKANSAI Kカード
スルッとKANSAI Kカード(K CARD)とは、京阪電気鉄道の磁気式プリペイドカードである。
本項では前身のKカードについても記述する。

## 概要
1989年10月1日、京阪電気鉄道は京阪線、大津線の券売機で乗車券に引き換えできる磁気式プリペイドカード「Kカード」を導入した。同カードはスルッとKANSAI加盟を見据えて1998年9月30日に発売を停止した。なおその「Kカード」（後述の「スルッとKANSAI Kカード」とは別物）だが、「2011年10月31日最終をもって取り扱いを終了する」との旨が同年8月24日、京阪から公式発表された。
1999年4月1日、京阪線（京阪本線、鴨東線、交野線、宇治線）にカードを直接、自動改札機に投入し、運賃が減額されるストアードフェアシステムを導入。同時にスルッとKANSAIにも加盟し、「スルッとKANSAI Kカード」を発売、使用を開始した。
2001年7月11日には男山ケーブルに、2002年3月1日には京津線でも利用が可能となった。
なお、同社線では唯一、石山坂本線には導入されなかった。

## 共通利用終了
2016年7月1日にスルッとKANSAIの公式ホームページにて「発売終了および駅の自動改札機・バスでの共通利用終了」が発表された。
これに伴い京阪電車も2017年3月31日にて共通カード（Kカード）の販売を終了、2018年1月31日をもって駅の自動改札機等での利用を終了した。

## 主な図柄
- 鉄道車両
  - 京阪特急乗車記念カード（車内限定）
- 競走馬
- おけいはん
- ひらかたパーク